# George O. Schanzer
George Oswald Schanzer (geboren 26. Oktober 1914 in Wien; gestorben 23. Mai 2011 in Buffalo) war ein US-amerikanischer Romanist und Hispanist österreichischer Herkunft.

## Leben und Werk
Schanzer war der Sohn von Rudolf Schanzer und Jenny Schanzer geb. Thewett. Beide Eltern wurden Opfer des Holocaust. Er hatte einen Bruder, Walter Ludwig (1908–1995), der rechtzeitig zunächst nach Großbritannien, dann in die Vereinigten Staaten flüchten konnte.
Schanzer promovierte in Wien zum Dr. jur. Er floh 1940 nach dem „Anschluss“ Österreichs in die Vereinigten Staaten, unterrichtete bis 1942 Latein und Griechisch in der Conception Abbey in Missouri, leistete dann Kriegsdienst in der US-amerikanischen Armee (in Nordafrika und Italien) und erwarb 1945 den Mastergrad an der University of Missouri in Columbia (Missouri) mit der Arbeit The Raquel de Toledo matter as a controversial subject in European literature.
Schanzer promovierte 1950 an der Iowa State University mit der Arbeit Vida y obras de Ernesto Herrera (1889–1917). Primer bohemio y segundo dramaturgo del Uruguay (deutsch „Leben und Werke Ernesto Herreras [1889–1917]. Erster Bohémien und zweiter Dramaturg Uruguays“) und lehrte an verschiedenen Universitäten der Vereinigten Staaten, unter anderem an der Hofstra University und an der St. John’s University (New York). 1964 wurde er an der University at Buffalo, The State University of New York Professor für Spanisch und lateinamerikanische Literatur.

## Werke
- Russian literature in the Hispanic world. A bibliography. La literatura rusa en el mundo hispánico. Bibliografía, Toronto 1972.
- The persistence of human passions. Manuel Mujica Láinez's satirical neo-modernism, London 1986.